# Sol diesis minore

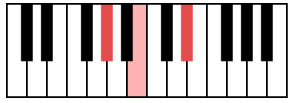
L'accordo di sol diesis minore (triade) è composto da Sol♯, Si, Re♯.

La tonalità di sol diesis minore è incentrata sulla nota tonica sol#. Può essere abbreviata in Sol♯m oppure in G♯m secondo il sistema anglosassone. Si avranno quindi in inglese G-sharp minor, mentre la denominazione tedesca è gis-Moll. Per la scala minore naturale del Sol diesis, si hanno:
 Sol♯, La♯, Si, Do♯, Re♯, Mi, Fa♯, Sol♯.
L'armatura di chiave è la seguente (cinque diesis):
```

Alterazioni
 (da sinistra a destra): 
fa♯, do♯, sol♯, re♯, la♯.
```

Questa rappresentazione sul pentagramma coincide con quella della tonalità relativa Si maggiore.